# Allerheiligen-Kirche (Falkenberg/Elster)

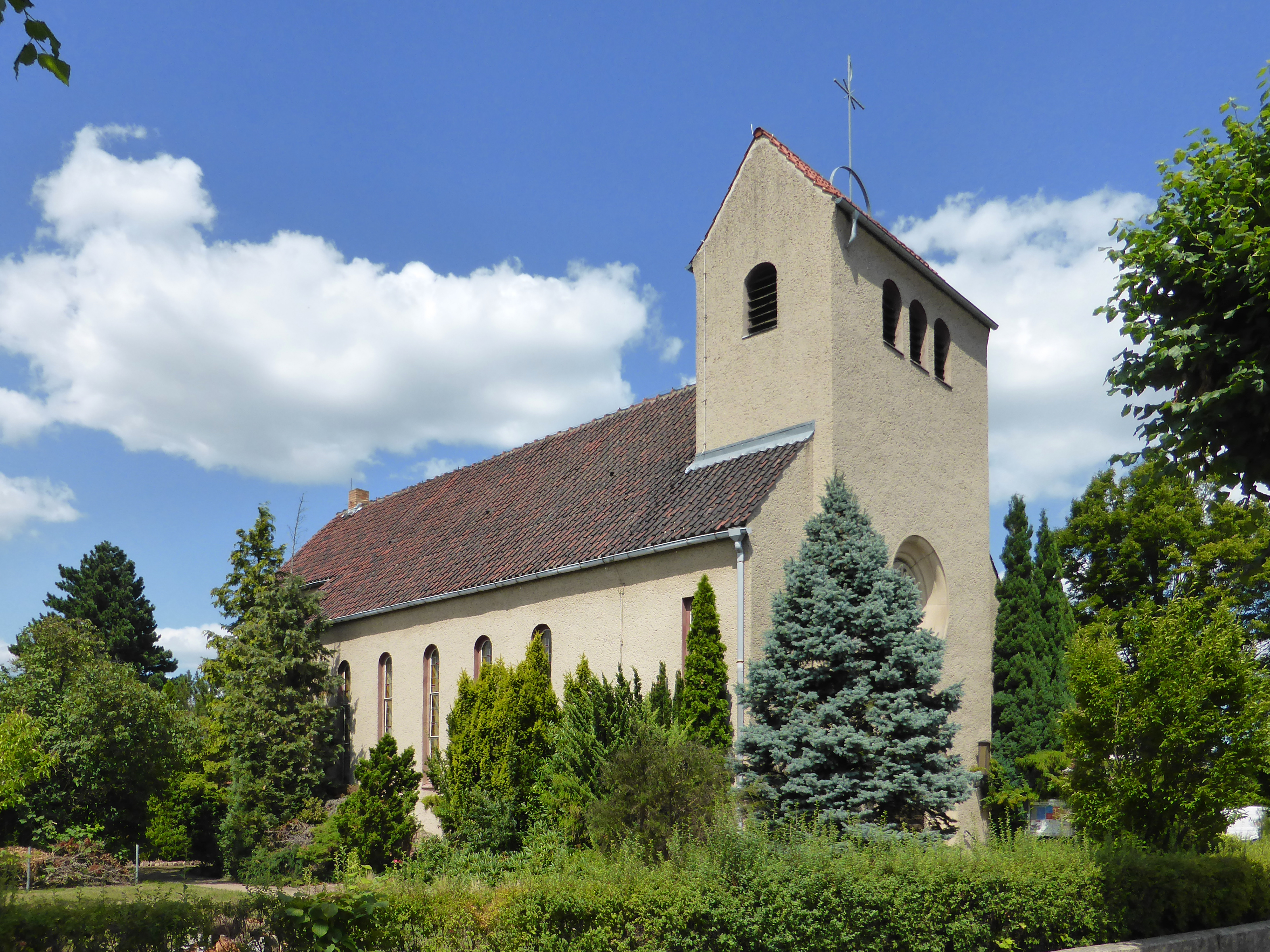
Allerheiligen-Kirche (Falkenberg/Elster)

Die römisch-katholische Allerheiligen-Kirche steht in Falkenberg/Elster, einer Stadt im Landkreis Elbe-Elster im Süden von Brandenburg. Die Kirche trägt das Patrozinium Allerheiligen und gehört zur Pfarrei St. Franziskus Bad Liebenwerda in der Pastoralregion Elbe-Elster des Bistums Magdeburg.

## Geschichte
Nachdem die Bevölkerung von Falkenberg durch die Reformation lutherisch geworden war, ließen sich um 1900 wieder Katholiken in größerer Zahl in Falkenberg nieder. In Falkenberg entstand einer der größten Eisenbahnknotenpunkte Deutschlands, was katholische Arbeiter, überwiegend aus Oberschlesien, nach Falkenberg zog. Von 1890 bis 1910 hatte sich die Einwohnerzahl von Falkenberg mehr als verdreifacht.
1908 wurde in der Karlstraße eine katholische Kapelle errichtet, die später als Wohnhaus genutzt und 1996 abgerissen wurde. Am 6. August 1925 wurde in Falkenberg/Elster eine katholische Gemeinde gegründet.
1930 übernahm der Neupriester Victor Mangel (1903–1979) die Seelsorge in Falkenberg, er nahm auch den Bau der Kirche in Angriff. 1934 erfolgte die Grundsteinlegung der Kirche, welche die Kapelle ersetzte. Am 21. November 1934 wurde die Kirche als „Allerseelen-Gedächtnis-Kirche“ durch Weihbischof Augustinus Philipp Baumann des Erzbistums Paderborn, zu dem Falkenberg damals gehörte, geweiht.
Durch die Flucht und Vertreibung Deutscher aus Mittel- und Osteuropa nach dem Zweiten Weltkrieg zogen viele Katholiken in dem Raum Falkenberg, so dass es zur Gründung von Tochtergemeinden kam: Am 1. November 1947 wurden die Kuratie Herzberg und die Kuratie Uebigau gegründet. Am 1. Januar 1948 wurde das Dekanat Torgau gebildet, dem Falkenberg zugeordnet wurde. Am 1. Oktober 1948 wurde die Kirchengemeinde Falkenberg/Elster zur Filialkirchengemeinde (Pfarrvikarie) der Pfarrei Liebenwerda erhoben, deren Nordteil sie umfasste. Am 1. April 1959 folgte die Erhebung der Filialkirchengemeinde Falkenberg/Elster zur Pfarrei. 1959 bekam die Kirche auch ihr heutiges Patrozinium Allerheiligen. 1988 bekam die Kirche einen Volksaltar, der den Hochaltar ersetzte, der noch zur ursprünglichen Ausstattung der Kirche gehörte. Die Altarweihe nahm erst im Herbst 1995 Bischof Leo Nowak anlässlich einer Firmung vor.
Am 8. Juli 1994 wurde das Bistum Magdeburg gegründet, dem Falkenberg seitdem angehört. Am 1. November 2006 wurde der Gemeindeverbund Bad Liebenwerda – Falkenberg – Herzberg – Mühlberg – Schlieben – Uebigau errichtet, damals gehörten rund 340 Katholiken zur Pfarrei Falkenberg/Elster. 2008 erfolgte eine umfassende Renovierung der Kirche, bei der die Kirche neue Fenster bekam. Aus dem Gemeindeverbund entstand am 2. Mai 2010 die heutige Pfarrei St. Franziskus Bad Liebenwerda, die Pfarrei Falkenberg/Elster wurde in diesem Zusammenhang aufgehoben. Im Zuge der Auflösung der Dekanatsstrukturen im Bistum Magdeburg zum 1. September 2023 wurde das Dekanat Torgau, dem Falkenberg angehörte, aufgelöst und die Pastoralregion Elbe-Elster gebildet, der Falkenberg zugeordnet wurde.

## Lage, Architektur und Ausstattung

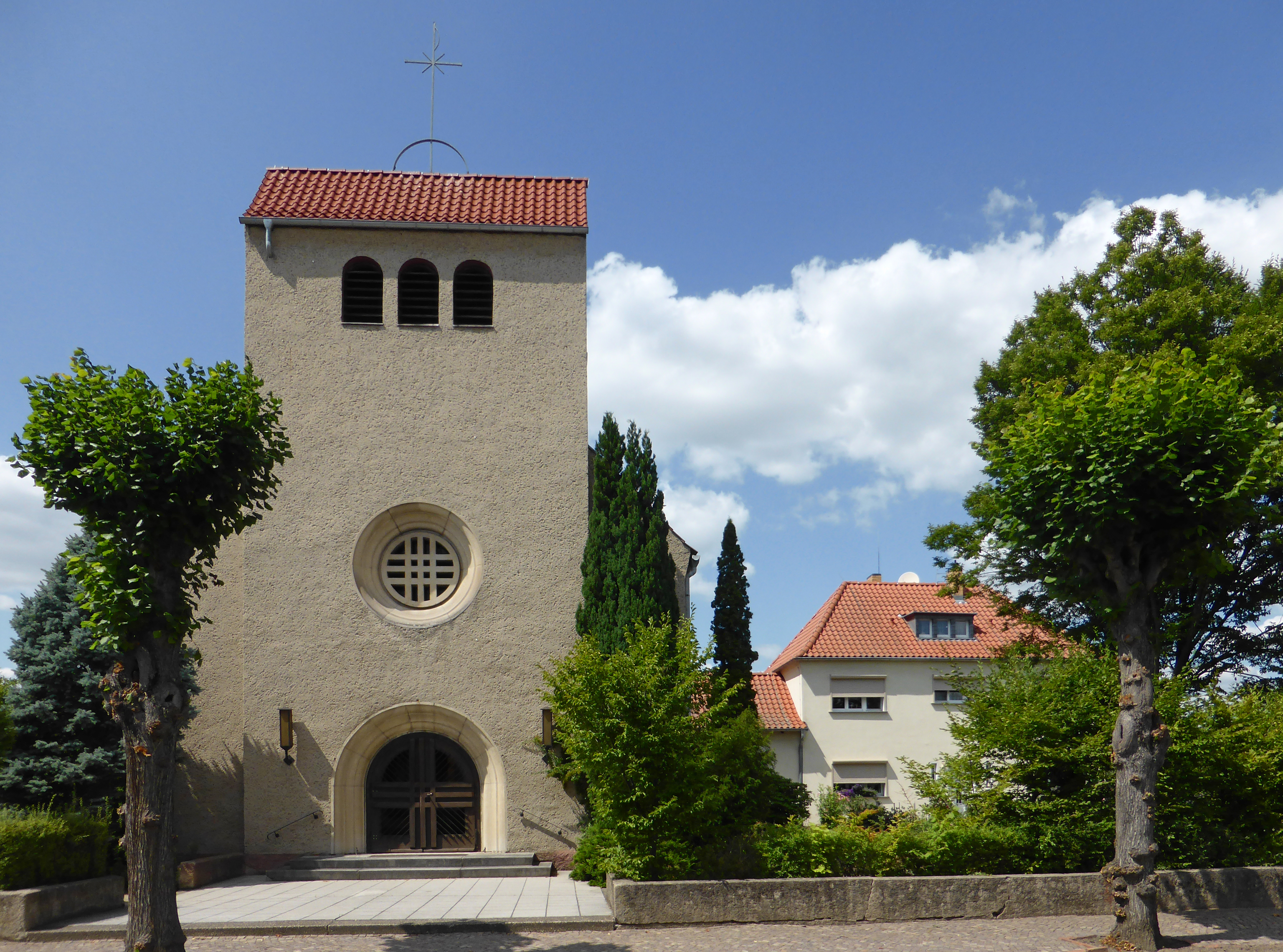
Allerheiligen-Kirche und Pfarrhaus

Das Kirchengebäude steht im Süden von Falkenberg auf dem Grundstück Hufen 6, auf der Nordseite der Straße, rund 200 Meter südlich der Bahnstrecke Halle–Cottbus. Der Neubau entstand nach einem Entwurf des Architekten Johannes Reuter im Baustil der gemäßigten Moderne und wurde durch das Falkenberger Bauunternehmen Carl Erler in nur drei Monaten errichtet. Mitfinanziert wurde der Kirchenbau durch den Bonifatius-Verein.
Die Kirche ist eine verputzte Saalkirche mit Querturm und hohem Satteldach. Sie besteht aus einem Langhaus, einem eingezogenen, gerade geschlossenen Chor im Norden und einem Querturm mit dem Portal im Süden. Das oberste Turmgeschoss beherbergt hinter den Klangarkaden den Glockenstuhl, in dem drei Kirchenglocken hängen.
Im Inneren findet man eine flache Holzbalkendecke, einen polierten Kalksteinfußboden und dunkel lasiertes Holzgestühl. An den Seiten des Kirchenschiffs, an denen auch die Kreuzwegstationen hängen, erstrecken sich lange Nischen mit schmalen Eisensprossenfenstern. Links vom Altarraum steht eine Marienstatue, vor der Opferkerzen aufgestellt werden können. Rechts vom Altarraum stellen zwei Statuen die heiligen Simon Petrus und Paulus von Tarsus dar, sie stammen noch aus der Vorgängerkapelle von 1908.
Drei Stufen führen zum Altarraum, mit zwei Fenstern auf der linken Seite und einer Tür sowie einer Sakramentsnische auf der rechten Seite. Die Stirnwand des Altarraums ist durch einen hohen Parabolbogen gegliedert. Die Vorderseite des 1988 aufgestellten Altars schmückt eine Darstellung mit den eucharistischen Symbolen Weintrauben und Ähren. Auf einer Stele steht seitlich im Altarraum der Tabernakel. Im Jahr 1970 wurden Veränderungen im Chor vorgenommen, bei denen das große Wandbild der Gregorsmesse, der Altar davor, die drei Stufen und die Kanzel entfernt wurden.
Im Westen befindet sich die breite Orgelempore mit einer massiven, an den Seiten abgerundeten Brüstung. Unter der Empore befindet sich der Eingangsvorraum, der als Windfang dient. Rechts befindet sich ein Beichtstuhl und links eine kleine Andachtskapelle mit einer Statue des heiligen Antonius von Padua, vor der Opferkerzen aufgestellt werden können, sowie der Schriftenstand.
Die Orgel mit 13 Registern auf zwei Manualen und Pedal wurde 1964/65 vom Mitteldeutschen Orgelbau A. Voigt gebaut.
Neben der Kirche steht der Grabstein von Helmut Neumann (1915–1981), der von 1958 bis zu seinem Tod Pfarrer der Allerheiligen-Kirche war.